# Proyecto: ALF
Proyecto: ALF (en idioma original: Project: ALF) es una película estadounidense de ciencia ficción-comedia de 1996 dirigida por Dick Lowry y protagonizada por Paul Fusco, Miguel Ferrer y Martin Sheen, y la continuación del último episodio de la serie televisiva ALF después de que la NBC la cancelara en 1990. La película relata qué sucedió con el extraterrestre tras el final de la serie, después de que fuera capturado por el Destacamento de Fuerzas Alienígenas mientras estaba esperando a que llegaran sus amigos de Melmac para sacarlo del planeta Tierra.

## Argumento
La película comienza con una reunión de miembros de una agencia de inteligencia secreta llamada Destacamento de Fuerzas Alienígenas. Han pasado años desde que ALF fue capturado en el desierto y separado de los Tanner, quienes fueron enviados a vivir a Islandia, según se menciona. Todo este tiempo Alf ha vivido recluido en una base custodiado por los militares, aunque su mentalidad dispersa y relajada le ha ganado la amistad de muchos uniformados y, dando y recibiendo favores (juego, apuestas, etc.), ha conseguido algo de comodidad. 
Los altos mandos se reúnen para decidir qué hacer con ALF, mientras se muestran vídeos de los experimentos que se le han hecho durante su estadía en el edificio central de la agencia. En uno de los videos habla con un especialista, quien accidentalmente termina electrocutándose, mientras ALF mira todo desde una silla que gira. En otro, habla con otro doctor que, harto, se va, y en otro con una mujer que se va también. Las sesiones terminan sin que se resuelva nada. Dos agentes, Rick y Melisa, tratan de defender a ALF durante la reunión.
Uno de los líderes de la agencia, el coronel Gilbert Milfoil, insiste en tergiversar el comportamiento de ALF distorsionando su conducta como actos de maldad pura, en un intento que sus superiores lo declaren una forma de vida hostil y sea eliminado; bajo su perspectiva, ALF esconde intenciones malignas e intenta hacerles creer que los Tanner fueron sus rehenes todos esos años, justificando como un programa de protección el exilio al que los envió. 
Tras la reunión, el coronel Milfoil revela a su asistente que su intención es vengar a su madre ya que, según le explica, cuando era un niño debió ser internada tras enloquecer y obsesionarse por dibujar diseños y patrones parecidos a las líneas de Nazca, lo que llevó al coronel Milfoil a convencerse de que su locura se debía a una abducción alienígena.
Rick y Melisa se dan cuenta de la injusticia y rescatan al extraterrestre, llevándoselo en una camioneta del gobierno y huyendo por carretera. Los agentes llevan a ALF a una casa futurista, donde vive un gran científico amigo de Melisa, para ocultarlo. Sin embargo, el científico decide subastar a ALF al mejor postor excusándose en que es la mejor manera de revelarlo al mundo y desacreditar al gobierno y que frente este objetivo la seguridad de ALF es irrelevante. Sin embargo, es detenido y no logra su objetivo. 
Desafortunadamente, el coronel Milfoil encuentra a ALF y decide ejecutarlo dos semanas después mientras que Rick y Melisa quedarían enjuiciados. Parte del plan de Sheen es encubrir todas las irregularidades y faltas que ha cometido dentro y fuera de la base mientras perseguía a Alf usando a su asistente como chivo expiatorio, sin embargo, su asistente lo descubre antes que pueda hacerlo y entrega todas las evidencias al ejército con lo que es desenmascarado y Rick, Melisa y ALF son exculpados.
Finalmente Rick y Melisa reciben reconocimiento por su labor mientras que ALF es declarado libre por el gobierno y nombrado Embajador de los alienígenas en la Tierra.

## Reparto
| Personaje           | Actor Original (EE. UU.) | Doblador (Hispanoamérica) | Doblador (España)     |
| ------------------- | ------------------------ | ------------------------- | --------------------- |
| ALF                 | Paul Fusco               | Emilio Guerrero           | Eduardo Moreno        |
| Dr. Rick Mullican   | William O'Leary          | Alfonso Obregón           | Juan Antonio Arroyo   |
| Dra. Melissa Hill   | Jensen Daggett           | Mónica Manjarrez          | Yolanda Mateos        |
| Coronel Milfoil     | Martin Sheen             | Arturo Casanova           | Juan Antonio Gálvez   |
| Dexter Moyers       | Miguel Ferrer            | Israel Magaña             | Carlos Kaniowsky      |
| Dra. Carnage        | Beverly Archer           |                           | Ana María Simón       |
| Teniente Reese      | Scott Michael Campbell   | Carlos del Campo          | Ricardo Escobar       |
| Dr. Warner          | Ed Begley Jr.            |                           | Ángel Egido           |
| Gerente del motel   | Ray Walston              | Carlos Hugo Hidalgo       | Pedro Sempson         |
| General Myron Stone | John Schuck              | Blas García               | Juan Fernández Mejías |
| Nina                | Liz Coke                 | Alejandra de la Rosa      |                       |
| Dr. Mockton         | Dell Yount               |                           |                       |
| Pete Meatman        | Jeremiah Birkett         | Jesús Barrero             | Abraham Aguilar       |
| Nigel Neville       | Michael Weatherred       | Armando Réndiz            | Luis Más              |

## Producción
Los Tanner, la familia que protagonizaba la serie junto a ALF, iba a aparecer en principio en la película. Esto se daría concretamente en una escena donde un helicóptero deja caer una caja en Islandia, donde están viviendo los Tanner, y Willie y la familia salen de su iglú para ver sus raciones mensuales, que están dentro de la caja. Sin embargo, uno de los escritores y productores (y creador de la serie y la voz del protagonista), Paul Fusco, consideró que la película trataba más de ALF, motivo por el que los Tanner solo fueron nombrados y nunca mostrados. Según se explica en la película, luego de que ALF fuese capturado, ellos fueron puestos en un programa de protección de testigos, y por lo que se menciona se mudaron inicialmente a Mozambique, y posteriormente a Islandia.
En la película se dice que ALF vende películas pirateadas, y Rick dice: "¡No puedo creerlo! ¡2.99 por El rey león!". Esto es una referencia a la muy popular y ya por entonces película clásica de los Estudios Disney, estrenada dos años antes que Proyecto ALF.